# 大嫌韓時代
『大嫌韓時代』（だいけんかんじだい）は、2014年9月24日に青林堂から出版された書籍。著者は桜井誠。在日特権を許さない市民の会の会長でもあった著者による韓国論。

## 概要
韓国が嫌いであるとはっきりと口に出せる時代が来ており、もう異常国家である韓国とは付き合いきれないなどと批判をしている書籍である。
神保町に存在する書店である書泉グランデがTwitterの公式アカウントで『大嫌韓時代』についてツイートした際に、その表現が排外主義をあおっているだとか、差別ではないのかなどと批判されたことから、書泉グランデの経営元はこれを決してあってはならないことと公式サイトで謝罪して当該ツイートを削除した。
池田信夫は、レイシストをしばき隊が書店からこの書籍の撤去を試みてトラブルになっていることがこの書籍の宣伝となり、Amazon.comでは2014年10月1日時点でこの書籍がベストセラーの第1位になっていると述べている。